# FRAPS
Fraps (nombre derivado del inglés frames per second) es un programa de benchmark para aplicaciones 3D o videojuegos teniendo la posibilidad de hacer capturas (tanto screen como video). Se ejecuta en segundo plano y es configurable para que se inicie a la par con el sistema operativo, además de consumir pocos recursos del equipo.
Como todo programa de captura, éste, al igual que la mayoría, se usa para capturar videos cortos, ya que una vez que se usa la función de grabación, los FPS disminuyen rápidamente y el juego o aplicación de video sufre una disminución de fps (si se tiene una máquina adecuada esto no sucede). El programa ofrece un mayor rendimiento si se tiene desactivada la función VSYNC.

## Funcionalidad
Fraps es un software propietario y comercial, pero es de uso gratuito para visualización de velocidad de fotogramas y evaluación comparativa, y de uso gratuito con limitaciones para la captura de video (límite de tiempo de 30 segundos, marca de agua) y captura de pantalla (solo formato BMP). Debido a la forma en que captura los contenidos de la pantalla, Fraps necesita ejecutarse con privilegios administrativos.
La característica de punto de referencia de frametimes (registro de tiempos de renderizado de fotogramas individuales) llamó la atención en 2013 en los sitios de revisión de computadoras en el debate sobre el micro tartamudeo en los juegos.
En Windows Vista y Windows 7, el escritorio se puede capturar si Windows Aero está habilitado. La captura de juegos de Windows 8 funciona, pero no la captura de escritorio a partir de la versión 3.5.99.
Fraps graba videos a alta resolución si la computadora es lo suficientemente poderosa. La resolución máxima admitida es de 7680 × 4800.
Fraps usa un códec patentado. Por lo tanto, reproducir salida de video Fraps requiere la instalación de Fraps o ffdshow. La compresión es relativamente baja y los tamaños de archivo resultantes son relativamente grandes: un screencast de dos minutos de duración de una pantalla Full HD (1920 × 1080) puede ocupar 3,95 GiB en el disco. Existe una opción para codificar el valor RGB de cada píxel, pero el valor predeterminado es usar un esquema YUV para una mejor compresión. El espacio de color utilizado es Rec. 709, rango completo.

## Historia
Desde la versión 3.5.0, Fraps tiene la capacidad de almacenar toda la sesión en un único archivo de vídeo. Antes de esta actualización, todas las secuencias de Fraps se dividían en 4 GB y los archivos divididos debían unirse en la fase de transcodificación. Sin embargo, por compatibilidad con versiones anteriores y para limitar los daños en caso de accidente, sigue existiendo una opción que permite a los usuarios utilizar el antiguo método de grabación para dividir los vídeos. Desde la versión 3.0, Fraps es compatible con DirectX 11 y Windows 7. Desde la versión 3.5.0, los requisitos mínimos del sistema han cambiado. Fraps requiere una CPU con instrucciones SSE2 (Pentium 4 y posteriores) y Windows XP o posterior. Fraps no se actualiza desde el 26 de febrero de 2013, y la marca registrada de Fraps expiró el 19 de mayo de 2017.

## Recepción
En 2012, Jim Norris de pcadvisor.co.uk elogió a Fraps por su funcionalidad y facilidad de uso al afirmar: "La captura de video es similarmente generosa con funciones de teclas de acceso rápido, tasas de captura y configuraciones de sonido que son fáciles de comprender y configurar". También criticó la falta de atención al cliente: "El servicio al cliente de Beepa parece inexistente. Varias consultas a través de sus formularios web no se respondieron, y nunca pude contactar a nadie de la compañía a pesar de los repetidos intentos de hacerlo". Pero esto, según Jim Norris, parece en marcado contraste con "la calidad del software y el ritmo rápido de su desarrollo". Concluyó elogiando el conjunto de características de la versión gratuita: "la versión gratuita es bastante funcional y satisfará las necesidades de casi todos los usuarios". y le dio al software 3.5 de 5 estrellas.